# Felicitas Loewe
Felicitas Loewe (* 1959 in Berlin) ist eine deutsche Theaterwissenschaftlerin, Dramaturgin und Theaterintendantin. Sie leitete von 2008 bis 2025 das Theater Junge Generation (tjg) in Dresden.

## Leben
Felicitas Loewe studierte von 1980 bis 1985 Theaterwissenschaften an der Humboldt-Universität zu Berlin und wurde danach bis 1988 Schauspieldramaturgin am Stralsunder Theater. Anschließend wechselte sie 1988 an die Volksbühne Berlin am Rosa-Luxemburg-Platz. Von 1992 bis 1999 war sie als Dramaturgin am Carroussel-Theater an der Parkaue in Berlin, bevor sie von 1999 bis 2008 als Chefdramaturgin unter der Intendanz von Dietrich Kunze am Theater Junge Generation (tjg) in Dresden wirkte. 2008 bis 2025 war sie die Intendantin des Hauses.
2012 wurde ihre Intendanz bis zum Juli 2018 durch die Stadt Dresden und den Kulturbürgermeister Ralf Lunau verlängert. Seit Januar 2015 engagierte sich Loewe gemeinsam mit zahlreichen anderen Personen der Dresdner Kulturszene in einem Initiativkreis, den Oberbürgermeisterin Helma Orosz für die Erstellung eines Konzepts für die Bewerbung als Kulturhauptstadt Europas initiiert hat. Im Juni 2016 wurde die Bewerbung zur „Europäischen Kulturhauptstadt 2025“ vom Dresdner Stadtrat beschlossen.

## Veröffentlichungen
- Wolfgang Schneider, Felicitas Loewe (Hrsg.): Theater im Klassenzimmer. Wenn die Schule zur Bühne wird. Schneider-Verlag, Baltmannsweiler 2006, ISBN 3-8340-0046-9.

## Belege
1. ↑  Porträt (Memento des Originals vom 19. August 2016 im Internet Archive)  Info: Der Archivlink wurde automatisch eingesetzt und noch nicht geprüft. Bitte prüfe Original- und Archivlink gemäß Anleitung und entferne dann diesen Hinweis. am Theater Junge Generation (tjg); abgerufen am 19. August 2016
2. ↑  Die Mitte ruft - Felicitas Loewe bleibt bis 2018 tjg-Intendantin in Dresden. (Memento des Originals vom 19. August 2016 im Internet Archive)  Info: Der Archivlink wurde automatisch eingesetzt und noch nicht geprüft. Bitte prüfe Original- und Archivlink gemäß Anleitung und entferne dann diesen Hinweis. Dresdner Neueste Nachrichten, 26. Januar 2012; abgerufen am 19. August 2016
3. ↑  Juliane Richter: Dresden bewirbt sich als Kulturhauptstadt. Sächsische Zeitung, 8. Januar 2015; abgerufen am 27. November 2018
4. ↑  Bewerbung für 2025 beschlossen - Dresden will Titel "Kulturhauptstadt". (Memento des Originals vom 19. August 2016 im Internet Archive)  Info: Der Archivlink wurde automatisch eingesetzt und noch nicht geprüft. Bitte prüfe Original- und Archivlink gemäß Anleitung und entferne dann diesen Hinweis. MDR.de, 3. Juni 2016.